# Autorisation de délirer
Albums de Hubert-Félix Thiéfaine
Tout corps vivant branché sur le secteur étant appelé à s'émouvoir
(1978) De l'amour, de l'art ou du cochon ?
(1980)
Autorisation de délirer est le deuxième album studio d'Hubert-Félix Thiéfaine, produit avec le groupe Machin. Deuxième opus du « triptyque folk », toujours très acoustique, où un rock un peu plus violent fait toutefois ses premières incursions.

## Pistes
Tous les titres sont signés H.F.Thiéfaine.
| No  | Titre                                                              | Durée |
| --- | ------------------------------------------------------------------ | ----- |
| 1.  | La Vierge au Dodge 51                                              | 2:52  |
| 2.  | Court-métrage                                                      | 3:15  |
| 3.  | La Môme kaléidoscope                                               | 4:10  |
| 4.  | L'Homme politique, le roll-mops et la cuve à mazout                | 5:50  |
| 5.  | Variations autour du complexe d'Icare                              | 2:32  |
| 6.  | Enfermé dans les cabinets (avec la fille mineure des 80 chasseurs) | 3:40  |
| 7.  | La Queue                                                           | 5:23  |
| 8.  | Dernière station avant l'autoroute                                 | 0:41  |
| 9.  | Rock autopsie                                                      | 3:40  |
| 10. | Autorisation de délirer                                            | 1:16  |
| 11. | Alligators 427                                                     | 5:01  |

## Crédits
- Chant, guitares : Hubert-Félix Thiéfaine
- Guitares : Jean-Pierre Robert
- Guitares : Claude Mairet
- Claviers, accordéon : Gilles Kusmerück
- Basse, claviers : Tony Carbonare
- Batterie, percussions, trompette : Jean-Paul Simonin